# Karnasion
Der Karnasische Hain oder das Karnasion (altgriechisch Καρνάσιον ἄλσος, Καρνειάσιον) war ein antikes Heiligtum in Messenien, wo Mysterien der Großen Göttinnen gefeiert wurden. Benannt ist das Heiligtum nach Karneios, einer lokalen Form Apollons, der hier ebenfalls verehrt wurde. Nach antiken Quellen lag es acht Stadien von der Stadt Andania entfernt, westlich des Flusses Charadros. Nach Pausanias hieß der Ort in Vorzeiten Oichalia (Οἰχαλία).

## Lage und archäologische Funde
Der Ort kann durch Inschriften und antike Überreste beim modernen Polichni (neugriechisch Πολίχνη) in Messenien lokalisiert werden, welches westlich des Flusses Dimandra liegt. Südlich des Dorfes entspringt in einem Feld die wasserreiche Quelle Divári (Διβάρι). 500 Meter westlich dieser wurde 1858 eine Inschrift gefunden (IG V 1.1390 = SIG3 736), die die Erneuerung der Mysterien beschreibt. Der 400 Kilo schwere Stein wurde damals in die Kirche von Konstantíni eingebaut, welches eineinhalb Kilometer nordwestlich von Polichni liegt und möglicherweise mit dem antiken Ort Andania identifiziert werden kann. Anhand dieser Inschrift und weiteren Funden sowie den Angaben bei Pausanias konnte Natan Valmin 1930 nachweisen, dass der Karnasische Hain südlich des Dorfes Polichini um die Quelle Divari herum lag.
Die Quelle Divari liegt in einem Feld östlich des Dorfes Polichni. Valmin fand seinerzeit Anzeichen einer antiken Einfassung, 1965 wurde die Quelle neu eingefasst. 500 Meter westlich davon, wurden beim Fundort der Mysterieninschrift Reste eines römischen Mosaiks und Säulenreste gefunden.
400 Meter nördlich von Polichni steht auf einer Erhebung die Kirche Agios Taxiarchos, bei der mykenische Scherben gefunden wurden. In der Umgebung von Polichni wurden zudem Reste eines Aquädukts, Spolien, Gräber, Gebäudereste und mehrere Inschriften entdeckt.
Die Funde stammen vor allem aus der klassischen, hellenistischen und römischen Epoche und sind eher spärlich. Sie verteilen sich auf eine größere Fläche. Da die Mysterieninschrift ein Theater und Hippodrom nennt, muss die antike Anlage entsprechend groß gewesen sein.

## Geschichte der Mysterien

### Mythische Geschichte
Der Sage nach wurde in mythischer Zeit die Heroine Messene von Kaukon, Sohn des Kelainos und ein Grossenkel der Erdgöttin Gaia, der von Eleusis nach Andania kam, in die Mysterien der Großen Göttinnen eingeweiht, worauf diese ein Festspiel einrichtete.
Perieres wies dem thessalischen Bogenschützen Melaneus, einem Sohn Apollons, das Gebiet von Karnasion zu. Dieser nannte den Ort nach seiner Frau Oichalia (Οἰχαλία).
Als Aphareus König in Messenien war, kam der von seinem Bruder Aigeus vertriebene Lykos nach Andania. Lykos ist der Ahnherr der Lykomiden, die dem Heiligtum im attischen Phlya vorstanden. Er reinigte die Mysterien und weihte Aphareus, dessen Frau Arene und seine Kinder in die Mysterien der Großen Göttinnen ein. Der Ort, wo dies geschah, wurde Eichenwald des Lykos (agr. Λύκου δρυμόν, Lykou drymon) genannt.
Später richtete König Sybotas in Oichalia das Heroenopfer für Eurytos, den Sohne des Melaneus, ein.

### Historische Geschichte
Die Geschichte der Mysterien und des Karnasischen Hains in historischer Zeit ist nur schlecht bekannt und stark mit Sagen verwoben, wie es für Kulte üblich ist.
Nach der Gründung des neumessenischen Staates 369 v. Chr. wurden auch die Mysterien der Großen Göttinnen neu eingerichtet. Der Überlieferung nach erschien dem Feldherrn Epiteles, Sohn des Aischines, im Traum Kaukon, der ihm befahl, dort wo er am Ithome Eibe und Myrte finden werde, solle er graben und die Greisin retten. Epiteles fand an besagter Stelle eine Hydria mit einer Zinnrolle, auf der das Fest der Großen Göttinnen aufgeschrieben war. Später reinigte Methapos, vermutlich ein Lykomide aus Phlya, die Mysten erneut. Derselbe führte auch die Mysterien der Kabiren in Theben ein.
Im Jahre 92 v. Chr. wurde der Kult in Karnasion durch Mnasistratos reorganisiert, wie die gefundene Mysterieninschrift bezeugt.

## Beschreibung bei Pausanias
Der Karnasische Hain war mit Zypressen bewachsen. In ihm standen unter anderem Statuen von Apollon Karneios und eines widdertragenden Hermes. Es gab eine fließende Quelle. Im Hain wurden zudem die Gebeine des Eurytos, des Sohnes des Melaneus, aufbewahrt.

## Kult
Über die Mysterien berichtet Pausanias, der den Karnasischen Hain selbst besucht hatte. Er setzte die Mysterien der Großen Göttinnen im Karnasion an Heiligkeit an zweite Stelle nach den Eleusinien. Die Mysterieninschrift gibt zudem ausführliche Auskunft über Organisation und Ablauf der Mysterien. Dazu kommt ein Orakeltext aus Argos (SIG3 735).
Die Mysterien hatten enge Beziehung zu denen von Eleusis, dem attischen Phlya und dem Kabirenheiligtum in Theben.
Nach der im dorischen Dialekt verfassten Mysterieninschrift wurden im Karneiasion Damater, Hagna, Hermes, Apollon Karneios und die Großen Götter verehrt. Pausanias nennt Apollon Karneios, Hermes, Hagne und die Großen Göttinnen. Hagna (»die Reine«) ist ein Beiname der Kore, der Tochter Demeters. Nach der Mysterienischrift wurde die Quelle "Hagnas Quelle" (dorisch: Ἅγνας κράνα, Hagnas krana) genannt. Das Verhältnis zwischen den Großen Göttinnen, womit Demeter und Kore gemeint sind, und den Großen Göttern ist unklar. Letztere werden von der Forschung entweder mit den Kabiren oder den Dioskuren in Verbindung gebracht.
Die Mysterien, denen ein Rat (gerousia) vorstand, waren allen Menschen offen, sowohl Männern als auch Frauen. Auch Sklaven wurden eingeweiht. Das Fest wurde von zehn demokratisch gewählten Männern geleitet. Durch das Los wurden Hieroi und Hierai bestimmt, die vom Mysterienpriester vereidigt wurden. Mehrere Priesterinnen werden in der Mysterieninschrift genannt, darunter eine Priesterin der Demeter von Aigila.
Das Fest hatte einen religiösen Teil, wo die Weihen, Opfer und eine Prozession durchgeführt wurden, und einen weltlichen Teil mit Festmahl, Wettkämpfen, Tanz und Theater, wobei auch der Aufbau der Zelte geregelt wird.